# Kim Nam-il
Kim Nam-il (kor. 김남일) (ur. 14 marca 1977 w Inczonie) – koreański piłkarz występujący na pozycji pomocnika, reprezentant Korei i zawodnik klubu Incheon United.